# Глембовице (Малопольське воєводство)
Глембовице (пол. Głębowice) — село в Польщі, у гміні Осек Освенцимського повіту Малопольського воєводства.
Населення — 1340 осіб (2011).

## Історія
У 1975-1998 роках село належало до Бельського воєводства, підпорядковувалося районній адміністрації в Освенцимі.

## Демографія
Демографічна структура станом на 31 березня 2011 року:
|          | Загалом | Допрацездатний вік | Працездатний вік | Постпрацездатний вік |
| -------- | ------- | ------------------ | ---------------- | -------------------- |
| Чоловіки | 669     | 144                | 438              | 87                   |
| Жінки    | 671     | 137                | 379              | 155                  |
| Разом    | 1340    | 281                | 817              | 242                  |